# Fight! Super Robot Lifeform Transformers: Victory
Transformers: Victory (戦え!超ロボット生命体 トランスフォーマーV Tatakae! Chō Robotto Seimeitai Toransufōmā V?) o simplemente Transformers: Victory es una serie de anime producida por Toei Animation. Es un spin-off producido por los japoneses de la conocida serie original The Transformers, y la serie animada final completa de la era original de "Generación 1".

## Desarrollo
Tras la conclusión de la serie de dibujos animados The Transformers en 1987, Takara, los productores japoneses de la línea de juguetes Transformers, optó por crear un anime único para sus costas para anunciar su propia versión de la línea de juguetes Transformers, que comenzó a crecer más y más. Progenitor estadounidense. Después de Transformers: The Headmasters en 1987 y Transformers: Super-God Masterforce en 1988, Transformers: Victory se produjo en 1989.
Estas series Transformers exclusivas de Japón se habían alejado cada vez más de las raíces estilísticas de la serie estadounidense, y Victory representa esta divergencia en su máxima expresión. El estilo visual de Victory se deriva en gran medida del anime de la época, con las transformaciones de los robots siendo tratados como más monumentales, presentados a través de imágenes de archivo más dinámicas y largas. Los efectos de fotograma y la animación reutilizada se utilizaron siempre que fue posible para compensar los altos niveles de animación en comparación con las series anteriores, posiblemente debido a recortes presupuestarios en ese momento.
A pesar de su aparente muerte en The Transformers: The Movie, Wheeljack regresó durante la muerte de la saga Leo Ginrai / Nacimiento de la victoria Leo, junto con Perceptor de la serie original, con God Ginrai y Minerva de Transformers: Super God Masterforce regresando también. La serie se lanzó en el Reino Unido en DVD en la Región 2, formato PAL el 26 de diciembre de 2006. En 2008, Madman Entertainment lanzó la serie en DVD en Australia en la Región 4, formato PAL. Transformers: Victory fue lanzado con The Headmasters y Super-God Masterforce en los EE. UU., lanzado por Shout! Factory. Fue lanzado el 28 de agosto de 2012.

## Historia
La victoria es la historia del nuevo Comandante Supremo Autobot, Star Saber, que defiende la Tierra contra las fuerzas de Deszaras (aunque comúnmente en el fandom inglés es conocido por "Deathsaurus" una versión descuartizada de su nombre japonés), el nuevo Emperador de los Decepticons Destrucción. Deszaras desea la energía del planeta para reactivar su enorme fortaleza destructora de planetas, sellada en la Nebulosa Oscura hace mucho tiempo por Star Saber. La serie evita el enfoque basado en el arco narrativo de Headmasters y Masterforce, volviendo al método de aventuras episódicas del programa estadounidense que hizo poco para alterar el statu quo de la serie, con un fuerte énfasis en la acción, complementado con animación dinámica. Su elenco se compone casi en su totalidad de personajes nuevos (aunque hay algunas apariciones de personajes en programas anteriores).
La historia de Victory se cuenta en más de treinta y dos episodios originales. Sin embargo, la serie de transmisión también incluye seis shows de clips adicionales, lo que eleva el número total de episodios de transmisión a treinta y ocho. Además, después del final de la serie, Masumi Kaneda creó otros seis shows de clips adicionales, que solo estaban disponibles a través de videos caseros y transmisiones japonesas regionales raramente vistas, llevando el número total de episodios de Victoria a cuarenta y cuatro.

## Localización de Shout! Factory
Los detalles confirmados debido a la información de Amazon revelan que Shout! Factory lanzará solo 37 episodios en DVD en los EE. UU. en 4 DVD. Es probable que solo 5 de los clip shows estén en el lanzamiento norteamericano. Al parecer, Factory quiere centrarse en la serie en lugar de incluir extras adicionales. Amazon ha publicado los episodios que estarán en el lanzamiento norteamericano.

## Adaptaciones
Al igual que las dos temporadas anteriores de Transformers, Transformers: The Headmasters y Transformers: Super-God Masterforce, la serie fue doblada por Omni Productions al inglés y se emitió en el canal RTM-1 de Malasia, pero luego se emitió en Star TV de Singapur, donde se notó por los espectadores occidentales. Los 6 episodios del programa que se transmitieron también fueron doblados. La secuencia de apertura de Victory se utilizó en realidad para las tres series exclusivas de Transformers japoneses bajo el título general de Transformers Takara. Al igual que los otros doblajes, Sunbow Productions pronto lo compró. La mayoría de los nombres en el doblaje no cambiaron, ya que la mayoría de estos personajes son exclusivos de Japón, con algunas excepciones, ya que los Micromasters tenían sus nombres estadounidenses, aunque el nombre de Stake Out (Holi) fue cambiado accidentalmente a Fix It, que era otro miembro de la misma patrulla. El Dinoforce tenía los nombres de los Monster Pretenders, ya que eran los mismos moldes de robot, solo en diferentes caparazones y el nombre de Dezaras se pronunciaba en el doblaje como "Deathzanrus". Además, 26 de los 38 episodios del programa fueron doblados al inglés por los fanáticos de Transformers en TFCog.
También se produjo un manga de la serie, que incluía una serie de diferencias en la trama, como la expansión de un elemento de la biografía del juguete de Dezaras que el anime descartó: una afición por los niños. Para reproducir esto, el manga presentó a un joven llamado Solón, cuya madre fue asesinada como resultado de un ataque de Decepticon; Dezaras tomó al joven huérfano y lo crio como su propio hijo, reflejando la relación entre Star Saber y Jan; Solon también recibió mejoras cibernéticas, armaduras inspiradas en Dezarus y un robot llamado Rey Solon que podría combinarse con su "padre" para crear el Rey Zaras. Shuta y Cab de Masterforce también fueron personajes recurrentes y aliados de Jan, y el manga también contó con la hermana mayor de Jan, Patty, un personaje inexistente en el anime; los dos hermanos también usarían armaduras basadas en Transformers, con Jan como Star Saber mientras que Patty se parecía a Victory Leo. Además, el manga tiene una conclusión muy diferente del anime, donde en la caricatura Liokaiser, Dezaras y su fortaleza son destruidos, mientras que el manga Liokaiser intenta traicionar a Dezarus durante la batalla final, y luego se revela que la fortaleza lleva a Decepticon civiles, incluida la "esposa" de Dezaras, Esmeral, la hermana de Leozack, Lyzack, y la descendencia de Dinoforce. Esta revelación lleva a Star Saber a negociar una paz con los Decepticons.

## Episodios
| Temporada | Temporada | Episodios | Japón               | Japón                   | Singapur            | Singapur             |
| Temporada | Temporada | Episodios | Estreno             | Final                   | Estreno             | Final                |
| --------- | --------- | --------- | ------------------- | ----------------------- | ------------------- | -------------------- |
|           | 1         | 32 (+12)  | 14 de marzo de 1989 | 12 de diciembre de 1989 | 21 de abril de 1991 | 2 de febrero de 1992 |